# Comtés de l'État du Minnesota
L'État américain du Minnesota est divisé en 87 comtés (counties).
Sur ces 87 comtés, 53 portent un nom unique, tandis que les 34 autres ont un ou plusieurs homonymes dans d'autres États de l'Union.

## Liste des comtés
- Aitkin
- Anoka
- Becker
- Beltrami
- Benton
- Big Stone
- Blue Earth
- Brown
- Carlton
- Carver
- Cass
- Chippewa
- Chisago
- Clay
- Clearwater
- Cook
- Cottonwood
- Crow Wing
- Dakota
- Dodge
- Douglas
- Faribault
- Fillmore
- Freeborn
- Goodhue
- Grant
- Hennepin
- Houston
- Hubbard
- Isanti
- Itasca
- Jackson
- Kanabec
- Kandiyohi
- Kittson
- Koochiching
- Lac qui Parle
- Lake
- Lake of the Woods
- Le Sueur
- Lincoln
- Lyon
- McLeod
- Mahnomen
- Marshall
- Martin
- Meeker
- Mille Lacs
- Morrison
- Mower
- Murray
- Nicollet
- Nobles
- Norman
- Olmsted
- Otter Tail
- Pennington
- Pine
- Pipestone
- Polk
- Pope
- Ramsey
- Red Lake
- Redwood
- Renville
- Rice
- Rock
- Roseau
- St. Louis
- Scott
- Sherburne
- Sibley
- Stearns
- Steele
- Stevens
- Swift
- Todd
- Traverse
- Wabasha
- Wadena
- Waseca
- Washington
- Watonwan
- Wilkin
- Winona
- Wright
- Yellow Medicine